# 1358
سنة 1358 هي سنة بسيطة بدات يوم الاثنين حسب التقويم اليولياني.

## مواليد
- أشيكاغا يوشي-ميتسو

## وفيات
- أشيكاغا تاكا-أوجي
- أبو عنان فارس سلطان مريني حكم المغرب.